# CEPADE - Universidad Politécnica de Madrid
El Centro de Estudios de Postgrado de Administración de Empresas (CEPADE) es la Escuela de Negocios de la Universidad Politécnica de Madrid. 

## Historia
Se fundó por impulso del Catedrático de la ETSI Agrónomos, D. Enrique Ballestero Pareja y comenzó a ofrecer "Cursos Especiales de Planificación y Administración De Empresas" por correspondencia, orientados a la formación de postgrado de directivos y profesionales. Aquellos "cursos especiales" dieron origen a las siglas CEPADE que con el tiempo cambiaron su significado al actual de Centro de Estudios de Postgrado de Administración De Empresas.
Fue creado en 1971 como institución especializada en el aprendizaje no presencial. Su metodología está en permanente evolución, desde 1993 basa su metodología en e-learning por lo que merece la consideración de primera Escuela de Negocios En línea fundada en España.
CEPADE quedó integrado en el Centro de Cursos de la Fundación General de la Universidad Politécnica de Madrid, por acuerdo unánime de su Consejo de Dirección en Comisión Permanente, tomado el 24 de septiembre de 1984, en la misma también se indica que "la Fundación General de la Universidad Politécnica de Madrid se responsabilizará de la prestación y gestión de los servicios de CEPADE, cuyos cursos habrán de ser tutelados por los Departamentos de la Universidad Politécnica de Madrid que corresponda, en relación con la organización y realización de los estudios de postgrado, su diseño y funcionamiento, que habrán de ser autorizados por la Junta de Gobierno de la Universidad Politécnica de Madrid".
Entre los objetivos fundacionales de CEPADE se encuentran:
1. Contribuir a la formación y actualización de conocimientos de postgrado en las áreas de planificación y administración de empresas y conexas a estas.
2. Desarrollar nuevos conocimientos en las mismas y contribuir a su difusión.
3. Contribuir a la promoción de actividades educativas de postgrado en otros países y especialmente en los iberoamericanos.
4. Contribuir a la cooperación entre empresas y la Universidad Politécnica de Madrid en el ámbito educativo, tanto a nivel nacional como internacional.
5. Contribuir al desarrollo y a la aplicación de las metodologías avanzadas de la educación y, en particular, a las de formación a distancia.

Siendo Rector D. Rafael Portaencasa se comienzan a otorgar Títulos Propios de Postgrado de Especialista y Master por acuerdo de la Junta de Gobierno de la Universidad.

## Órganos de Gobierno
Bajo la dependencia de los órganos estatutarios de la Fundación General de la Universidad Politécnica de Madrid, CEPADE se organiza mediante un Consejo Rector, un Director y un Secretario. Dicho Consejo Rector depende del Patronato de la FGUPM y está formado por los siguientes miembros:
- Presidente: Presidente del Patronato de la FGUPM, en la actualidad el Excelentísimo y Magnífico Rector de la Universidad Politécnica de Madrid
- Vicepresidente: Vicerrector de Planificación Académica y Doctorado de la Universidad Politécnica de Madrid nombrado por su Rector
- Vocales:
  - Natos: Director del Departamento de Ingeniería de Organización, Administración de Empresas y Estadística de la UPM, Director General de la Fundación General de la UPM y Director de CEPADE.
  - Electivos: Máximo de siete, nombrados por el Presidente del Patronato de la FGUPM entre profesores de la UPM, o eventualmente de otras Universidades que sean especialistas en las áreas propias de CEPADE. Al menos uno ha de ser Director de un Departamento Universitario cuyas enseñanzas estén relacionadas con CEPADE.
- Secretario: Secretario de CEPADE

Los directores de CEPADE hasta la fecha han sido:
1. D. Enrique Ballestero (1971 - 1981)
  - D. Diego Pazos en funciones por excedencia de D. Enrique Ballestero (elegido Diputado) (1981 - 1987)
2. D. Feliciano López (1987 - 1988)
3. D. Alejandro Orero (1988 - 1993)
4. D. Julián Pavón (1993 - 2014),

5. D. Arturo Serrano Bermejo (2014 - hasta la actualidad).

## Internacional
Gracias a los acuerdos firmados con diversas instituciones en varios países iberoamericanos desde 1994, y a la flexibilidad que permite la formación en línea, en CEPADE estudian alumnos desde cualquier parte del mundo.

## Revista Dirección y Organización (DyO)
CEPADE edita junto con ADINGOR (Asociación para el Desarrollo de la Ingeniería de Organización), la revista "Dirección y Organización", que tiene como objetivo proporcionar un foro para el intercambio de información entre los profesionales y académicos que trabajan en el área de Ingeniería de Organización, y promover una amplia utilización de la literatura asociada. De este modo, pretende ser una publicación de referencia para difundir las principales ideas e innovaciones que se generen en este campo. Su vocación es convertirse en el canal de difusión y expresión reconocido como propio por toda la comunidad académica de Ingeniería de Organización. Las principales aportaciones de la revista incluyen: artículos relacionados con todos los ámbitos que cubre la ingeniería de organización, informes breves sobre reuniones y conferencias de interés, y reseñas de libros.
Se creó en 1993, tiene periodicidad cuatrimestral, y como publicación de prestigio se encuentra recogida en numerosas bases de datos bibliográficas como Scopus, REBUIN, REALCYLL, COMPLUDOC, DIALNET, DICE, e-Revistas, Latindex, ICYT (CSIC) o IN-RECS.

## Extinción de actividad
CEPADE ya no opera como entidad de formación autónoma. Desde el pasado Junio de 2021, CEPADE, fue integrado en la Universidad Politécnica de Madrid, dentro del Servicio de Formación Permanente, donde se gestionan los Títulos Propios de la UPM y atienden las demandas de kis antiguos alumnos de CEPADE.